# Molí del Mig (Bellveí)
El Molí del Mig és un molí de Bellveí, al municipi de Torrefeta i Florejacs (Segarra), inclòs a l'Inventari del Patrimoni Arquitectònic de Catalunya.

## Descripció
És un antic molí situat al centre de la vila de Bellveí. Presenta dues façanes: la principal que dona al C/ de l'església i una posterior que mira al C/ Raval de Guissona. Aquest immoble es troba actualment en estat ruïnós, però presenta canvis en el parament que denoten que ha viscut diverses restauracions al llarg del temps. La façana principal mostra tres cossos horitzontals a diferents nivells, ja que l'edifici s'adequa a l'amplada del carrer. Encara avui es poden endevinar tres obertures en el mur: la primera és una petita porta de conglomerat amb arc escarser, la segona és una porta rectangular amb llinda que ha estat tapiada amb maons i la tercera és una porta d'arc escarser tapiada amb runa. La planta baixa és l'única que conservem d'aquest vell molí, ja que tant els pisos superiors com la coberta ha desaparegut.
La façana posterior presenta restes del que devia ser una porta, de la qual només en conservem els carreus regulars que l'emmarcaven, ja que aquesta està tapiada amb carreus de pedra.
Tot el molí estava construït a base de filades de grans carreus de pedra irregulars.